# تيفوغالين (آيت حاتم الجنوبية)
تيفوغالين هو دُوَّار يقع بجماعة بوقشمير، إقليم الخميسات، جهة الرباط سلا القنيطرة في المملكة المغربية. ينتمي الدوّار لمشيخة آيت حاتم الجنوبية التي تضم 3 دواوير. يقدر عدد سكانه بـ 285 نسمة حسب الإحصاء الرسمي للسكان والسكنى لسنة 2004.

## روابط خارجية
- البوابة الوطنية للجماعات الترابية نسخة محفوظة 12 مارس 2018 على موقع واي باك مشين.
- المندوبية السامية للتخطيط